# Xã Bluff Springs, Quận Cass, Illinois
Xã Bluff Springs (tiếng Anh: Bluff Springs Township) là một xã thuộc quận Cass, tiểu bang Illinois, Hoa Kỳ. Năm 2010, dân số của xã này là 888 người.